# Bottom of the 9th
Bottom of the 9th é um jogo eletrônico de beisebol desenvolvido e publicado pela Konami em 1996 para PlayStation, e mais tarde portado para Sega Saturn e Nintendo 64. O jogo é parte da marca XXL Sports da Konami.
Sua recepção crítica foi mista; embora tenha sido elogiado por suas mecânicas realistas e jogabilidade envolvente, o jogo também foi criticado por seus gráficos datados, controles pouco responsivos e ausência de licenças oficiais da MLB.

## Jogabilidade
Bottom of the 9th é um jogo de simulação de beisebol que contém diversos modos de jogo, incluindo para um ou múltiplos jogadores, como Exibição, Temporada, Treinamento, Cenário e Gerenciamento, bem como oito estádios fictícios. Os jogadores controlam um cursor retangular durante a rebatida, que pode ser posicionado usando o D-pad e aumenta de tamanho dependendo das habilidades do jogador, possibilitando mirar as rebatidas com precisão. O jogo apresenta uma interface de rebatidas que imita a mecânica da vida real, em que a posição do impacto do taco na bola determina se a rebatida resulta em uma bola rasteira ou voadora.
O jogo permite uma gama de arremessos diferentes, como sinkers que caem no chão quando mirados nos joelhos, exigindo que os jogadores mudem de velocidade e acertem os cantos, mantendo o rebatedor desequilibrado. Rebater, especialmente quando definido para o modo manual, envolve o julgamento de bolas voadoras e requer prática significativa no modo de Treinamento para ser dominado. O modo Cenário envolve rejogar acontecimentos reais e completar desafios, como terminar jogos ou atingir metas específicas.

## Recepção
A recepção crítica de Bottom of the 9th foi mista. Críticos da Electronic Gaming Monthly destacaram as mecânicas realistas do jogo, os controles intuitivos e a jogabilidade envolvente, que foram apreciados por atender tanto aos entusiastas de arcade quanto aos de simulação. De acordo com a GamePro, o jogo apresentava "ação difícil, mas divertida, no estilo simulação", com representações realistas das habilidades dos jogadores, embora a mecânica manual de campo tenha sido descrita como desafiadora e exigindo prática. A GameSpot elogiou a interface de rebatidas por imitar a mecânica da vida real, em que "se o seu taco acertar a bola no alto, você acerta um grounder; se o seu taco acertar a bola no baixo, é um fly", chamando-a de o recurso mais impressionante do jogo. No entanto, o jogo não tinha alguns recursos desejados, como licenças da MLB, times reais e escalações atuais, o que limitou seu apelo aos puristas da simulação.
Por outro lado, várias deficiências foram mencionadas com frequência nas análises, principalmente os gráficos e os controles. A GameSpot apontou que a versão para Sega Saturn tinha "controles lentos" e "um tempo de carregamento visivelmente lento", o que afetou a experiência de jogo. A GamePro criticou a qualidade gráfica como "grosseira e irrealista" e descreveu a tela como "confusamente superlotada" de informações. Da mesma forma, a Next Generation destacou problemas com a mecânica de rebatida, afirmando que "você realmente precisa avaliar as bolas voadoras para pegá-las", o que foi descrito como extremamente difícil para os jogadores no início.